# 1984 v dopravě
Tento článek obsahuje seznam událostí souvisejících s dopravou, které proběhly roku 1984.

## Události
- 31. března 1984

 Na zkušební trati ve Škodě Plzeň jela poprvé vlastní silou lokomotiva S499.2001 – první střídavá elektrická lokomotiva řady S499.2 ČSD (pozdější řada 263).
- 20. května 1984

 Byl zahájen provoz rychlodráhy Metrorail v Miami.
- 30. června 1984

 Provoz zahájilo metro v Minsku.
- 12. října 1984

 Byl zprovozněn první úsek české v pořadí čtvrté dálnice D11 z Prahy do Bříství o délce 18,5 km.
- 16. října 1984

 Dálnice D5 dosáhla východního okraje Berouna. Otevřen byl 3,1 km dlouhý úsek Vráž u Berouna – Beroun a v celém profilu byl dokončen úsek Loděnice – Vráž u Berouna.
- 2. listopadu 1984

  Byla zahájena železniční doprava na novém normálněrozchodném přechodu Veľké Kapušany – Maťovce – Užhorod.
- 3. listopadu 1984

 Pražské metro bylo rozšířeno o dalších 2 stanice na trase C. Dokončen byl úsek III.C Sokolovská – Fučíkova (dnes Florenc – Nádr. Holešovice).

## Neznámé datum
V ČKD Praha, závod Tatra Smíchov byly vyrobeny prototypy velkokapacitní tříčlánkové tramvaje Tatra KT8D5